# Nawan Killi
Nawan Killi é uma cidade do Paquistão localizada na província de Caiber Paquetuncuá.